# قاسم بیگی
قاسم بیگی نام یکی از خاندانهای کهن منطقه تاریخی محال ثلاث است که امروزه در استان مازندران و شهرستان تنکابن واقع شده است. این نام از جد معروف این خاندان سپهسالار قاسم بیگ اخذ شده است.

## جمعیت
این روستا در دهستان کوه دشت شمالی قرار دارد و براساس سرشماری مرکز آمار ایران در سال ۱۳۸۵، جمعیت آن ۷۰ نفر (۱۳خانوار) بوده‌است.